# Jon Gray
Jonathan Charles Gray (Shawnee, Oklahoma, 5 de noviembre de 1991), más conocido como Jon Gray, es un jugador profesional estadounidense de béisbol que se desempeña en la posición de lanzador en Texas Rangers, equipo de las Grandes Ligas de Béisbol (MLB).

## Carrera
Gray hizo su debut en la MLB con el equipo Colorado Rockies, en el cual jugó siete temporadas (2015-2021), después pasó a Texas Rangers, donde lleva jugando tres temporadas.